# FC Viktoria Köln/Saison 2020/21
Dieser Artikel beschreibt den Verlauf der Saison 2020/21 des FC Viktoria Köln. Der Klub trat in der Saison in der 3. Liga an.

## Personalien

### Kader 2020/21
| Nr.        | Nat.                            | Name                   | Geburtstag    | im Verein seit | letzter Verein              |
| Tor        | Tor                             | Tor                    | Tor           | Tor            | Tor                         |
| ---------- | ------------------------------- | ---------------------- | ------------- | -------------- | --------------------------- |
| 01         | Deutschland                     | Sebastian Mielitz      | 18. Juli 1989 | 2020           | SønderjyskE                 |
| 25         | Deutschland                     | Yannik Bangsow         | 21. Feb. 1998 | 2020           | Eintracht Braunschweig      |
| 33         | Deutschland                     | André Weis             | 30. Sep. 1989 | 2020           | SSV Jahn Regensburg         |
| Abwehr     |                                 |                        |               |                |                             |
| 02         | Deutschland                     | Alexander Höck         | 30. März 2002 | 2017           | Bayer 04 Leverkusen Jugend  |
| 03         | Deutschland                     | Maximilian Rossmann    | 6. Mai 1995   | 2020           | Heracles Almelo             |
| 05         | Bosnien und Herzegowina Schweiz | Sead Hajrović          | 4. Juni 1993  | 2020           | FC Winterthur               |
| 06         | Deutschland                     | Fabian Holthaus        | 17. Jan. 1995 | 2019           | Energie Cottbus             |
| 20         | Deutschland Ghana               | Bernard Kyere          | 1. Juli 1995  | 2019           | SC Fortuna Köln             |
| 21         | Deutschland                     | Dario de Vita          | 12. Feb. 2000 | 2016           | 1. FC Köln Jugend           |
| 22         | Deutschland                     | Marcel Gottschling1–18 | 14. Mai 1994  | 2018           | SSV Jeddeloh                |
| 26         | Deutschland                     | Luca Stellwagen        | 10. Dez. 1998 | 2020           | FC-Astoria Walldorf         |
| 28         | Deutschland                     | Patrick Koronkiewicz   | 13. März 1991 | 2014           | Sportfreunde Siegen         |
| 30         | Deutschland                     | Michael Schultz ab 23  | 30. Mai 1993  | 2021           | Eintracht Braunschweig      |
| 32         | Deutschland                     | Paul Weist             | 15. März 2002 | 2015           | RSV Urbach                  |
| 36         | Deutschland                     | Dominik Lanius1–18     | 28. März 1997 | 2019           | Preußen Münster             |
| 37         | Deutschland                     | Niklas May             | 10. Apr. 2002 | 2019           | RB Leipzig U17              |
| 43         | Deutschland Turkei              | İlhan Altuntaş         | 6. Jan. 2003  | 2019           | SC Fortuna Köln Jugend      |
| Mittelfeld |                                 |                        |               |                |                             |
| 04         | Deutschland                     | Jeremias Lorch         | 2. Dez. 1995  | 2020           | SV Wehen Wiesbaden          |
| 07         | Deutschland                     | Simon Handle           | 25. Jan. 1993 | 2017           | SV Elversberg               |
| 08         | Deutschland                     | Mike Wunderlich        | 25. März 1986 | 2011           | FSV Frankfurt               |
| 10         | Deutschland Polen               | André Dej              | 6. Feb. 1992  | 2019           | SSV Jahn Regensburg         |
| 11         | Deutschland Spanien             | Lucas Cueto            | 24. März 1996 | 2021           | Preußen Münster             |
| 17         | Deutschland                     | René Klingenburg       | 29. Dez. 1993 | 2020           | Dynamo Dresden              |
| 18         | Deutschland                     | Kai Klefisch           | 3. Dez. 1999  | 2018           | Bayer 04 Leverkusen Jugend  |
| 19         | Deutschland                     | Kevin Holzweiler       | 16. Okt. 1994 | 2016           | Borussia Mönchengladbach II |
| 23         | Deutschland                     | Moritz Fritz           | 15. Juli 1993 | 2019           | SC Fortuna Köln             |
| 31         | Deutschland                     | Marcel Risse           | 17. Dez. 1989 | 2020           | 1. FC Köln                  |
| 34         | Deutschland Irak                | Youssef Amyn           | 21. Aug. 2003 | 2020           | Borussia Dortmund U17       |
| 41         | Deutschland                     | Marten Imping          | 1. Feb. 2002  | 2020           | SC West Köln U19            |
| 42         | Deutschland                     | Maximilian Fischer     | 22. Apr. 2002 | 2020           | FC Hennef 05                |
| Sturm      |                                 |                        |               |                |                             |
| 09         | Jamaika                         | Michael Seaton         | 1. Mai 1996   | 2020           | Orange County SC            |
| 12         | Kosovo Schweiz                  | Albert Bunjaku         | 29. Nov. 1983 | 2018           | FC Erzgebirge Aue           |
| 27         | Deutschland Turkei              | Enes Tubluk            | 3. Juni 2000  | 2020           | TSG 1899 Hoffenheim II      |
| 39         | Deutschland                     | Timmy Thiele           | 31. Juli 1991 | 2020           | 1. FC Kaiserslautern        |
| 44         | Korea Sud                       | Seok-ju Hong           | 7. Mai 2003   | 2021           | SV Deutz 05 U19             |

### Transfers der Saison 2020/21
| Zugänge             | Zugänge                        |
| Spieler             | Abgebender Verein              |
| Sommer 2020         | Sommer 2020                    |
| ------------------- | ------------------------------ |
| Yannik Bangsow      | Eintracht Braunschweig (Leihe) |
| Lucas Cueto         | Preußen Münster                |
| René Klingenburg    | Dynamo Dresden                 |
| Jeremias Lorch      | SV Wehen Wiesbaden             |
| Sebastian Mielitz   | SønderjyskE                    |
| Marcel Risse        | 1. FC Köln (Leihe)             |
| Maximilian Rossmann | Heracles Almelo                |
| Luca Stellwagen     | FC-Astoria Walldorf            |
| Timmy Thiele        | 1. FC Kaiserslautern           |
| Enes Tubluk         | TSG 1899 Hoffenheim II         |
| Winter 2021         |                                |
| Michael Schultz     | Eintracht Braunschweig (Leihe) |

| Abgänge                   | Abgänge                       |
| Spieler                   | Aufnehmender Verein           |
| Sommer 2020               | Sommer 2020                   |
| ------------------------- | ----------------------------- |
| Ernesto Carratala Jiménez | FC Hennef 05                  |
| Jonas Carls               | FC Schalke 04 (Leihende)      |
| Mark Depta                | Rot-Weiß Oberhausen           |
| Lars Dietz                | 1. FC Union Berlin (Leihende) |
| Sascha Eichmeier          | Karriereende                  |
| Jan-Lukas Funke           | Vertragsende; Ziel unbekannt  |
| Sven Kreyer               | Rot-Weiß Oberhausen           |
| Steffen Lang              | SC Verl                       |
| Daniel Mesenhöler         | Heracles Almelo               |
| Sebastian Patzler         | Wuppertaler SV                |
| Mart Ristl                | FC 08 Homburg                 |
| Hamza Saghiri             | SV Waldhof Mannheim           |
| Richmond Tachie           | Borussia Dortmund II          |
| Tobias Willers            | Karriereende                  |
| Winter 2021               |                               |
| Marcel Gottschling        | SV Waldhof Mannheim           |
| Dominik Lanius            | SC Fortuna Köln               |
| Steven Lewerenz           | Rot-Weiss Essen               |

### Sportliche Leitung und Vereinsführung
| Name                                | Funktion                  |
| Trainer- und Betreuerstab           |                           |
| Pavel Dotchev (bis 24. Januar 2021) | Cheftrainer               |
| Daniel Zillken (26. Januar 2021)    | Cheftrainer               |
| Olaf Janßen (ab 1. Februar 2021)    | Cheftrainer               |
| Markus Brzenska                     | Co-Trainer                |
| Daniel Zillken (ab 4. Februar 2021) | Co-Trainer                |
| George Berneanou                    | Torwart-Trainer           |
| Werner Schoupa                      | Athletik-Trainer          |
| Yuki Hamano                         | Video-Analyst             |
| Medizinische Abteilung              |                           |
| Achim Münster                       | Mannschaftsarzt           |
| Helmut Pottkämper                   | Mannschaftsarzt           |
| Oliver Pottkämper                   | Mannschaftsarzt           |
| Max Wittenberg                      | Mannschaftsarzt           |
| Marc Horlitz                        | Mannschaftsarzt Internist |
| Tobias Häusler                      | Physiotherapeut           |
| Hannah Raths                        | Physiotherapeutin         |
| Sportliche Leitung und Organisation |                           |
| Eric Bock                           | Geschäftsführer           |
| Axel Freisewinkel                   | Geschäftsführer           |
| Franz Wunderlich                    | Sport-Vorstand            |
| Marcus Steegmann                    | Sportlicher Leiter        |
| Präsidium                           |                           |
| Günter Pütz                         | Präsident                 |
| Holger Kirsch                       | Vize-Präsident            |
| Willy Scheer                        | Vize-Präsident            |
| Franz Wunderlich                    | Vize-Präsident            |

## Spielkleidung
| Heim | Auswärts | Alternativ |

## Saison

### 3. Liga

#### Hinrunde

##### Hinrunden-Spieltage
| 1. Spieltag | 21. Sep. 2020 | SV Waldhof Mannheim  | 2:2 | FC Viktoria Köln                           | Mannheim                                                                       |
|             | 19:00         | Ferati 7′ Costly 20′ |     | Christiansen 51′ (Eigentor) Wunderlich 78′ | Stadion: Carl-Benz-Stadion Zuschauer: 2.752 Schiedsrichter: Patrick Hanslbauer |

| 2. Spieltag | 26. Sep. 2020 | FC Viktoria Köln | 0:2 | SV Wehen Wiesbaden  | Köln                                                                          |
|             | 14:00         |                  |     | Wurtz 40′ Wurtz 63′ | Stadion: Sportpark Höhenberg Zuschauer: 1.023 Schiedsrichter: Tobias Schultes |

| 3. Spieltag | 3. Okt. 2020 | 1. FC Magdeburg | 0:2 | FC Viktoria Köln       | Magdeburg                                                         |
|             | 14:00        |                 |     | Rossmann 12′ Cueto 17′ | Stadion: MDCC-Arena Zuschauer: 4.400 Schiedsrichter: Steven Greif |

| 4. Spieltag | 11. Okt. 2020 | FC Viktoria Köln        | 2:0 | FC Ingolstadt 04 | Köln                                                                       |
|             | 14:00         | Bunjaku 10′ Cueto 90+2′ |     |                  | Stadion: Sportpark Höhenberg Zuschauer: 300 Schiedsrichter: Patrick Kessel |

| 5. Spieltag | 18. Okt. 2020 | SV Meppen | 0:1 | FC Viktoria Köln | Meppen                                                     |
|             | 15:00         |           |     | Bunjaku 50′      | Stadion: Hänsch-Arena Zuschauer: 500 Schiedsrichter: Exner |

| 6. Spieltag | 21. Okt. 2020 | FC Viktoria Köln                   | 3:2 | FC Bayern München II | Köln                                                                           |
|             | 19:00         | Wunderlich 1′ Thiele 14′ Cueto 27′ |     | Kühn 42′ Arp 61′     | Stadion: Sportpark Höhenberg Zuschauer: 300 Schiedsrichter: Jonas Weickenmeier |

| 7. Spieltag | 24. Okt. 2020 | Hansa Rostock                                            | 5:1 | FC Viktoria Köln           | Rostock                                                             |
|             | 14:00         | Bahn 24′ Verhoek 25′ Riedel 48′ Verhoek 50′ Vollmann 69′ |     | Wunderlich 81′ (Strafstoß) | Stadion: Ostseestadion Zuschauer: 7.500 Schiedsrichter: Franz Bokop |

| 8. Spieltag | 30. Okt. 2020 | FC Viktoria Köln | 0:2 | VfB Lübeck             | Köln                                                    |
|             | 19:00         |                  |     | Grupe 6′ Okungbowa 39′ | Stadion: Sportpark Höhenberg Schiedsrichter: Lars Erbst |

| 9. Spieltag | 9. Nov. 2020 | MSV Duisburg    | 1:3 | FC Viktoria Köln                             | Duisburg                                                       |
|             | 19:00        | Stoppelkamp 22′ |     | Thiele 34′ Bunjaku 52′ (Strafstoß) Risse 77′ | Stadion: Schauinsland-Reisen-Arena Schiedsrichter: Eric Müller |

| 10. Spieltag | 13. Nov. 2020 | FC Viktoria Köln | 0:2 | 1. FC Saarbrücken                        | Köln                                                      |
|              | 19:00         |                  |     | Gottschling 24′ (Eigentor) Shipnoski 47′ | Stadion: Sportpark Höhenberg Schiedsrichter: Sören Storks |

| 11. Spieltag | 22. Nov. 2020 | SpVgg Unterhaching         | 2:2 | FC Viktoria Köln                         | Unterhaching                                                |
|              | 14:00         | Hasenhüttl 27′ Anspach 60′ |     | Grauschopf 15′ (Eigentor) Wunderlich 22′ | Stadion: Sportpark Unterhaching Schiedsrichter: Patrick Alt |

| 12. Spieltag | 25. Nov. 2020 | FC Viktoria Köln       | 1:1 | FSV Zwickau                | Köln                                                   |
|              | 19:00         | Thiele 87′ (Strafstoß) |     | Schröter 90+2′ (Strafstoß) | Stadion: Sportpark Höhenberg Schiedsrichter: Tom Bauer |

| 13. Spieltag | 28. Nov. 2020 | Hallescher FC                 | 2:0 | FC Viktoria Köln | Halle                                                        |
|              | 14:00         | Boyd 70′ Boyd 83′ (Strafstoß) |     |                  | Stadion: Erdgas-Sportpark Schiedsrichter: Jonas Weickenmeier |

| 14. Spieltag | 5. Dez. 2020 | FC Viktoria Köln           | 2:1 | TSV 1860 München | Köln                                                |
|              | 14:00        | Koronkiewicz 40′ Risse 88′ |     | Neudecker 16′    | Stadion: Sportpark Höhenberg Schiedsrichter: Osmers |

| 15. Spieltag | 12. Dez. 2020 | SC Verl                     | 1:1 | FC Viktoria Köln | Verl                                                     |
|              | 14:00         | Koronkiewicz 35′ (Eigentor) |     | Cueto 3′         | Stadion: Sportclub Arena Schiedsrichter: Tobias Schultes |

| 16. Spieltag | 16. Dez. 2020 | FC Viktoria Köln | 0:2 | KFC Uerdingen 05       | Köln                                                            |
|              | 19:00         |                  |     | Lukimya 26′ Wagner 51′ | Stadion: Sportpark Höhenberg Schiedsrichter: Patrick Schwengers |

| 17. Spieltag | 19. Dez. 2020 | FC Viktoria Köln               | 2:4 | Dynamo Dresden                                         | Köln                                                                 |
|              | 14:00         | Cueto 3′ (Strafstoß) Cueto 65′ |     | Daferner 59′ Hosiner 72′ (Strafstoß) Sohm 78′ Sohm 89′ | Stadion: Sportpark Höhenberg Schiedsrichter: Sven Waschitzki-Günther |

| 18. Spieltag | 9. Jan. 2021 | 1. FC Kaiserslautern | 0:0 | FC Viktoria Köln | Kaiserslautern                                                                 |
|              | 14:00        |                      |     |                  | Stadion: Fritz-Walter-Stadion Zuschauer: 10.000 Schiedsrichter: Michael Bacher |

| 19. Spieltag | 15. Jan. 2021 | FC Viktoria Köln | 0:2 | Türkgücü München            | Köln                                                   |
|              | 19:00         |                  |     | Sararer 47′ Slišković 90+2′ | Stadion: Sportpark Höhenberg Schiedsrichter: Tom Bauer |

##### Hinrunden-Tabelle
| Pl.                       | Verein              | Sp. | S | U | N  | Tore    | Diff. | Punkte |
| ------------------------- | ------------------- | --- | - | - | -- | ------- | ----- | ------ |
| 11.                       | SV Waldhof Mannheim | 19  | 5 | 9 | 5  | 030:320 | −2    | 24     |
| 12.                       | KFC Uerdingen 05    | 19  | 6 | 6 | 7  | 016:190 | −3    | 24     |
| 13.                       | FC Viktoria Köln    | 19  | 6 | 5 | 8  | 022:310 | −9    | 23     |
| 14.                       | FSV Zwickau         | 19  | 6 | 4 | 9  | 021:260 | −5    | 22     |
| 15.                       | SV Meppen           | 19  | 7 | 1 | 11 | 020:270 | −7    | 22     |
| Stand: Saisonende 2020/21 |                     |     |   |   |    |         |       |        |

#### Rückrunde

##### Rückrunden-Spieltage
| 20. Spieltag | 23. Jan. 2021 | FC Viktoria Köln | 1:2 | SV Waldhof Mannheim   | Köln                                                     |
|              | 14:00         | Handle 45+1′     |     | García 48′ Donkor 71′ | Stadion: Sportpark Höhenberg Schiedsrichter: Robin Braun |

| 21. Spieltag | 26. Jan. 2021 | SV Wehen Wiesbaden   | 2:2 | FC Viktoria Köln    | Wiesbaden                                             |
|              | 19:00         | Tietz 63′ Malone 87′ |     | Lorch 21′ Cueto 81′ | Stadion: Brita-Arena Schiedsrichter: Alexander Sather |

| 22. Spieltag | 2. März 2021 | FC Viktoria Köln            | 2:4 | 1. FC Magdeburg                              | Köln                                                        |
|              | 17:00        | Klefisch 19′ Wunderlich 83′ |     | Müller 37′ Brünker 39′ Obermair 53′ Atik 79′ | Stadion: Sportpark Höhenberg Schiedsrichter: Patrick Kessel |

| 23. Spieltag | 6. Feb. 2021 | FC Ingolstadt 04        | 2:1 | FC Viktoria Köln | Ingolstadt                                              |
|              | 14:00        | Buntić 90+3′ Elva 90+4′ |     | Thiele 12′       | Stadion: Audi-Sportpark Schiedsrichter: Florian Lechner |

| 24. Spieltag | 9. März 2021 | FC Viktoria Köln | 1:0 | SV Meppen | Köln                                                         |
|              | 19:00        | Wunderlich 78′   |     |           | Stadion: Sportpark Höhenberg Schiedsrichter: Martin Speckner |

| 25. Spieltag | 21. Feb. 2021 | FC Bayern München II | 0:1 | FC Viktoria Köln | München                                                        |
|              | 13:00         |                      |     | Cueto 18′        | Stadion: Grünwalder Stadion Schiedsrichter: Patrick Hanslbauer |

| 26. Spieltag | 27. Feb. 2021 | FC Viktoria Köln | 1:2 | Hansa Rostock         | Köln                                                        |
|              | 14:00         | Risse 6′         |     | Rother 13′ Breier 72′ | Stadion: Sportpark Höhenberg Schiedsrichter: Tobias Fritsch |

| 27. Spieltag | 6. März 2021 | VfB Lübeck | 1:2 | FC Viktoria Köln         | Lübeck                                                                       |
|              | 14:00        | Akono 78′  |     | Cueto 46′ Wunderlich 74′ | Stadion: Dietmar-Scholze-Stadion an der Lohmühle Schiedsrichter: Lukas Benen |

| 28. Spieltag | 13. März 2021 | FC Viktoria Köln                    | 3:1 | MSV Duisburg | Köln                                                   |
|              | 14:00         | Cueto 23′ Thiele 35′ Wunderlich 81′ |     | Tomić 41′    | Stadion: Sportpark Höhenberg Schiedsrichter: Max Burda |

| 29. Spieltag | 19. März 2021 | 1. FC Saarbrücken       | 0:1 | FC Viktoria Köln                      | Saarbrücken                                          |
|              | 19:00         | Jacob 6′ Vunguidica 82′ |     | Cueto 64′ Wunderlich 70′ Thiele 90+3′ | Stadion: Ludwigsparkstadion Schiedsrichter: Petersen |

| 30. Spieltag | 5. Apr. 2021 | FC Viktoria Köln | 1:1 | SpVgg Unterhaching | Köln                                                     |
|              | 19:00        | Schultz 86′      |     | Tomić 40′          | Stadion: Sportpark Höhenberg Schiedsrichter: Robin Braun |

| 31. Spieltag | 11. Apr. 2021 | FSV Zwickau     | 1:2 | FC Viktoria Köln      | Zwickau                                               |
|              | 13:00         | Lokotsch 90.+4′ |     | Fritz 61′ Schultz 69′ | Stadion: GGZ-Arena Schiedsrichter: Patrick Schwengers |

| 32. Spieltag | 17. Apr. 2021 | FC Viktoria Köln          | 2:0 | Hallescher FC | Köln                                                      |
|              | 14:00         | Wunderlich 33′ Handle 58′ |     |               | Stadion: Sportpark Höhenberg Schiedsrichter: Steven Greif |

| 33. Spieltag | 20. Apr. 2021 | TSV 1860 München | 1:1 | FC Viktoria Köln | München                                                    |
|              | 19:00         | Mölders 38′      |     | Klingenburg 64′  | Stadion: Grünwalder Stadion Schiedsrichter: Patrick Kessel |

| 34. Spieltag | 23. Apr. 2021 | FC Viktoria Köln          | 2:2 | SC Verl                    | Köln                                                                       |
|              | 19:00         | Schultz 8′ Wunderlich 56′ |     | Langesberg 51′ Rabihic 86′ | Stadion: Sportpark Höhenberg Zuschauer: 750 Schiedsrichter: Nicolas Winter |

| 35. Spieltag | 5. Mai 2021 | FC Viktoria Köln | 1:1 | KFC Uerdingen 05 | Lotte                                                          |
|              | 19:00       | Thiele 55′       |     | Kiprit 35′       | Stadion: Stadion am Lotter Kreuz Schiedsrichter: Robert Kampka |

| 36. Spieltag | 8. Mai 2021 | Dynamo Dresden | 0:2 | FC Viktoria Köln                     | Dresden                                                    |
|              | 14:00       |                |     | Mörschel 11′ Hosiner 31′ (Strafstoß) | Stadion: Rudolf-Harbig-Stadion Schiedsrichter: Franz Bokop |

| 37. Spieltag | 15. Mai 2021 | FC Viktoria Köln                   | 3:3 | 1. FC Kaiserslautern             | Köln                                                         |
|              | 14:00        | Thiele 18′ Thiele 19′ Klefisch 32′ |     | Hanslik 14′ Huth 72′ Hanslik 88′ | Stadion: Sportpark Höhenberg Schiedsrichter: Florian Lechner |

| 38. Spieltag | 22. Mai 2021 | Türkgücü München | 1:1 | FC Viktoria Köln | München                                                                          |
|              | 13:30        | Jakob 54′        |     | Risse 63′        | Stadion: Olympiastadion (München) Zuschauer: 250 Schiedsrichter: Martin Speckner |

##### Rückrunden-Tabelle
| Pl.                       | Verein              | Sp. | S | U | N | Tore    | Diff. | Punkte |
| ------------------------- | ------------------- | --- | - | - | - | ------- | ----- | ------ |
| 7.                        | FSV Zwickau         | 19  | 7 | 8 | 4 | 025:190 | +6    | 29     |
| 8.                        | SV Wehen Wiesbaden  | 19  | 8 | 5 | 6 | 026:240 | +2    | 29     |
| 9.                        | FC Viktoria Köln    | 19  | 7 | 7 | 5 | 030:280 | +2    | 28     |
| 10.                       | SV Waldhof Mannheim | 19  | 8 | 4 | 7 | 020:230 | −3    | 28     |
| 11.                       | Hallescher FC       | 19  | 7 | 5 | 7 | 027:270 | ±0    | 26     |
| Stand: Saisonende 2020/21 |                     |     |   |   |   |         |       |        |

### Bitburger-Pokal
| Halbfinale | 19. Mai 2021 | SC Fortuna Köln | 1:2 n. V. | FC Viktoria Köln        | Köln-Zollstock                                        |
|            | 19:00        | Najar 45′       |           | Fritz 68′ Rossmann 111′ | Stadion: Südstadion Schiedsrichter: Christian Scheper |

#### Finale
| FC Viktoria Köln                                   | FC Viktoria Köln | Alemannia Aachen | Alemannia Aachen |
| -------------------------------------------------- | --- | --- | ---------------- |
| FC Viktoria Köln                                   | \| 29. Mai 2021 um 13:05 Uhr in Bonn (Sportpark Nord) \| \| Ergebnis: 2:0 (2:0) \| \| Zuschauer: 250 \| \| Schiedsrichter: Jonas Windeln (Düsseldorf) \| \| Spielbericht \|                                                                                              | \| 29. Mai 2021 um 13:05 Uhr in Bonn (Sportpark Nord) \| \| Ergebnis: 2:0 (2:0) \| \| Zuschauer: 250 \| \| Schiedsrichter: Jonas Windeln (Düsseldorf) \| \| Spielbericht \| | Alemannia Aachen |
| FC Viktoria Köln                                   | Sebastian Mielitz – Jeremias Lorch – Simon Handle – Mike Wunderlich – Albert Bunjaku (89. Bernard Kyere) – Kai Klefisch – Kevin Holzweiler (58. Lucas Cueto) – Moritz Fritz – Michael Schultz – Marcel Risse – Niklas May (83. Luca Stellwagen) Cheftrainer: Olaf Janßen | Joshua Mroß – André Wallenborn – Alexander Heinze – Frederic Baum – Stipe Batarilo (84. Florian Rüter) – Mërgim Fejzullahu – Marco Müller (80. Terence Groothusen) – Dustin Zahnen (68. Matti Cebulla) – Oğuzhan Aydoğan (46. Oluwabori Falaye) – Hamdi Dahmani – Takashi Uchino Cheftrainer: Kristoffer Andersen | Alemannia Aachen |
| FC Viktoria Köln                                   | 1:0 Lorch (14.) 2:0 Wunderlich (37.) | | Alemannia Aachen |
| FC Viktoria Köln                                   | Handle (11.), Klefisch (71.), Mielitz (86.) | Falaye (56.), Fejzullahu (60.), Uchino (80.) | Alemannia Aachen |
| FC Viktoria Köln                                   | Spieler des Spiels: Jeremias Lorch (FC Viktoria Köln) | | Alemannia Aachen |
| 29. Mai 2021 um 13:05 Uhr in Bonn (Sportpark Nord) | | |                  |
| Ergebnis: 2:0 (2:0)                                | | |                  |
| Zuschauer: 250                                     | | |                  |
| Schiedsrichter: Jonas Windeln (Düsseldorf)         | | |                  |
| Spielbericht                                       | | |                  |

### Freundschaftsspiele
Diese Tabelle führt die ausgetragenen Freundschaftsspiele auf. 
| T1 | 14. Aug. 2020 | Hertha BSC              | 2:0 | FC Viktoria Köln | Berlin                             |
|    | 16:00         | Lukébakio 41′ Redan 79′ |     |                  | Stadion: Stadion auf dem Wurfplatz |

| T2 | 16. Aug. 2020 | SV Empor Berlin | 0:6 | FC Viktoria Köln                                                           | Berlin                                   |
|    | 17:00         |                 |     | Wunderlich 10′ Bunjaku 34′ Bunjaku 37′ Klingenburg 44′ Bunjaku 50′ Dej 52′ | Stadion: Friedrich-Ludwig-Jahn-Sportpark |

| T3 | 22. Aug. 2020 | Bonner SC  | 1:6 | FC Viktoria Köln                                                    | Bonn                                                                                  |
|    | 13:00         | Gencal 31′ |     | Cueto 39′ Gottschling 43′ Cueto 45′ Seaton 63′ Handle 65′ Cueto 73′ | Stadion: BSA Oberkassel auf dem Stingenberg Zuschauer: 234 Schiedsrichter: Marc Jäger |

| T4 | 22. Aug. 2020 | FC Viktoria Köln | 1:1 | 1. FC Köln II             | Köln                         |
|    | 18:00         | Bunjaku 33′      |     | Petermann 70′ (Strafstoß) | Stadion: Sportpark Höhenberg |

| T5 | 29. Aug. 2020 | FC Viktoria Köln | 0:0 | Borussia Dortmund II | Köln                         |
|    | 14:00         |                  |     |                      | Stadion: Sportpark Höhenberg |

| T6 | 29. Aug. 2020 | FC Viktoria Köln | 1:3 | FC Wegberg-Beeck                  | Köln                         |
|    | 18:00         | Thiele 45′       |     | Fehr 32′ Bach 55′ Leersmacher 84′ | Stadion: Sportpark Höhenberg |

| T7 | 3. Sep. 2020 | PSV Eindhoven | 1:1 | FC Viktoria Köln | Eindhoven                       |
|    | 15:00        | Viergever 43′ |     | Risse 47′        | Stadion: PSV Campus De Herdgang |

| T8 | 8. Sep. 2020 | FC Germania Köln-Mülheim | 1:29 | FC Viktoria Köln | Köln-Buchheim                          |
|    | 19:00        | Calay 90′                |      | Seaton 4′ 22′ 28′ 47′ 63′ 75′ Holzweiler 10′ 37′ Wunderlich 12′ 15′ 18′ 26′ 31′ 58′ 64′ 73′ 82′ Dej 33′ 46′ 84′ Klefisch 36′ Tubluk 52′ Cueto 61′ 78′ 62′ (Eigentor) Handle 70′ 76′ 80′ 81′ | Stadion: Sportplatz Wuppertaler Straße |

| T9 | 12. Sep. 2020 | FC Viktoria Köln | 0:0 | KFC Uerdingen 05 | Köln                         |
|    | 14:00         |                  |     |                  | Stadion: Sportpark Höhenberg |

| T10 | 6. Okt. 2020 | VfL Osnabrück               | 2:0 | FC Viktoria Köln | Marl                      |
|     | 16:00        | Taffertshofer 8′ Heider 46′ |     |                  | Stadion: EVONIK Sportpark |

| T11 | 16. Jan. 2021 | 1. FC Köln II          | 2:1 | FC Viktoria Köln | Köln-Sülz                      |
|     | 16:00         | Islamović 64′ Berg 86′ |     | Hong 82′         | Stadion: RheinEnergieSportpark |

| T12 | 25. März 2021 | VfL Osnabrück                      | 3:3 | FC Viktoria Köln                              | Harsewinkel                    |
|     | 13:30         | Henning 3′ Ajdini 50′ Beermann 55′ |     | Bunjaku 52′ (Strafstoß) Seaton 66′ Tubluk 78′ | Stadion: Stadion Klosterpforte |

## Statistiken

### Saisonverlauf
| Spieltag | 1 | 2  | 3 | 4 | 5 | 6 | 7 | 8 | 9 | 10 | 11 | 12 | 13 | 14 | 15 | 16 | 17 | 18 | 19 | 20 | 21 | 22 | 23 | 24 | 25 | 26 | 27 | 28 | 29 | 30 | 31 | 32 | 33 | 34 | 35 | 36 | 37 | 38 |
| -------- | - | -- | - | - | - | - | - | - | - | -- | -- | -- | -- | -- | -- | -- | -- | -- | -- | -- | -- | -- | -- | -- | -- | -- | -- | -- | -- | -- | -- | -- | -- | -- | -- | -- | -- | -- |
| Spielort | A | H  | A | H | A | H | A | H | A | H  | A  | H  | A  | H  | A  | A  | H  | A  | H  | H  | A  | H  | A  | H  | A  | H  | A  | H  | A  | H  | A  | H  | A  | H  | H  | A  | H  | A  |
| Resultat | U | N  | S | S | S | S | N | N | S | N  | U  | U  | N  | S  | U  | N  | N  | U  | N  | N  | U  | N  | N  | S  | S  | N  | S  | S  | S  | U  | S  | S  | U  | U  | U  | N  | U  | U  |
| Platz    | 7 | 16 | 9 | 5 | 3 | 2 | 6 | 8 | 4 | 7  | 5  | 6  | 10 | 7  | 8  | 10 | 11 | 11 | 13 | 14 | 14 | 14 | 16 | 16 | 14 | 15 | 13 | 10 | 10 | 10 | 9  | 8  | 8  | 8  | 8  | 9  | 10 | 12 |

Legende: Spielort: H = Heim; A = Auswärts. Resultat: S = Sieg; U = Unentschieden; N = Niederlage

### Abschlusstabelle
| Pl.                       | Verein               | Sp. | S  | U  | N  | Tore    | Diff. | Punkte |
| ------------------------- | -------------------- | --- | -- | -- | -- | ------- | ----- | ------ |
| 10.                       | FSV Zwickau          | 38  | 13 | 12 | 13 | 046:450 | +1    | 51     |
| 11.                       | 1. FC Magdeburg      | 38  | 14 | 9  | 15 | 042:450 | −3    | 51     |
| 12.                       | FC Viktoria Köln     | 38  | 13 | 12 | 13 | 052:590 | −7    | 51     |
| 13.                       | Türkgücü München     | 38  | 12 | 11 | 15 | 045:550 | −10   | 47     |
| 14.                       | 1. FC Kaiserslautern | 38  | 8  | 19 | 11 | 047:520 | −5    | 43     |
| Stand: Saisonende 2020/21 |                      |     |    |    |    |         |       |        |

### Spielerstatistiken
| Spieler              | 3. Liga  | 3. Liga | 3. Liga     | 3. Liga    | FVM-Pokal | FVM-Pokal | FVM-Pokal   | FVM-Pokal  | Total    | Total | Total       | Total      |
| Spieler              | Einsätze | Tore    | Gelbe Karte | Rote Karte | Einsätze  | Tore      | Gelbe Karte | Rote Karte | Einsätze | Tore  | Gelbe Karte | Rote Karte |
| -------------------- | -------- | ------- | ----------- | ---------- | --------- | --------- | ----------- | ---------- | -------- | ----- | ----------- | ---------- |
| İlhan Altuntaş       | 0        | 0       | 0           | 0          | 0         | 0         | 0           | 0          | 0        | 0     | 0           | 0          |
| Youssef Amyn         | 3        | 0       | 0           | 0          | 1         | 0         | 0           | 0          | 4        | 0     | 0           | 0          |
| Yannik Bangsow       | 2        | 0       | 0           | 0          | 0         | 0         | 0           | 0          | 2        | 0     | 0           | 0          |
| Albert Bunjaku       | 22       | 3       | 3           | 0          | 1         | 0         | 0           | 0          | 23       | 3     | 3           | 0          |
| Lucas Cueto          | 30       | 11      | 5           | 0          | 2         | 0         | 0           | 0          | 32       | 11    | 5           | 0          |
| André Dej            | 4        | 0       | 1           | 0          | 0         | 0         | 0           | 0          | 4        | 0     | 1           | 0          |
| Maximilian Fischer   | 1        | 0       | 0           | 0          | 0         | 0         | 0           | 0          | 1        | 0     | 0           | 0          |
| Moritz Fritz         | 27       | 1       | 7           | 0          | 2         | 1         | 1           | 0          | 29       | 2     | 8           | 0          |
| Marcel Gottschling   | 10       | 0       | 6           | 0          | 0         | 0         | 0           | 0          | 10       | 0     | 6           | 0          |
| Sead Hajrović        | 20       | 0       | 3           | 0          | 0         | 0         | 0           | 0          | 20       | 0     | 3           | 0          |
| Simon Handle         | 31       | 2       | 3           | 0          | 2         | 0         | 1           | 0          | 33       | 2     | 4           | 0          |
| Alexander Höck       | 0        | 0       | 0           | 0          | 0         | 0         | 0           | 0          | 0        | 0     | 0           | 0          |
| Fabian Holthaus      | 21       | 0       | 3           | 0          | 0         | 0         | 0           | 0          | 21       | 0     | 3           | 0          |
| Kevin Holzweiler     | 25       | 0       | 1           | 0          | 1         | 0         | 0           | 0          | 26       | 0     | 1           | 0          |
| Seok-ju Hong         | 0        | 0       | 0           | 0          | 0         | 0         | 0           | 0          | 0        | 0     | 0           | 0          |
| Marten Imping        | 0        | 0       | 0           | 0          | 0         | 0         | 0           | 0          | 0        | 0     | 0           | 0          |
| Kai Klefisch         | 36       | 2       | 11          | 0          | 2         | 0         | 1           | 0          | 38       | 2     | 12          | 0          |
| René Klingenburg     | 19       | 1       | 5           | 0          | 0         | 0         | 0           | 0          | 19       | 1     | 5           | 0          |
| Patrick Koronkiewicz | 26       | 1       | 4           | 0          | 1         | 0         | 0           | 0          | 27       | 1     | 4           | 0          |
| Bernard Kyere        | 18       | 0       | 4           | 1 GR       | 1         | 0         | 0           | 0          | 19       | 0     | 4           | 1          |
| Dominik Lanius       | 5        | 0       | 1           | 1 GR       | 0         | 0         | 0           | 0          | 5        | 0     | 1           | 1          |
| Jeremias Lorch       | 27       | 1       | 5           | 1          | 2         | 1         | 0           | 0          | 29       | 2     | 5           | 1          |
| Niklas May           | 1        | 0       | 0           | 0          | 2         | 0         | 0           | 0          | 3        | 0     | 0           | 0          |
| Sebastian Mielitz    | 35       | 0       | 1           | 1          | 2         | 0         | 1           | 0          | 37       | 0     | 2           | 1          |
| Marcel Risse         | 29       | 4       | 3           | 0          | 2         | 0         | 0           | 0          | 31       | 4     | 3           | 0          |
| Maximilian Rossmann  | 22       | 1       | 2           | 1          | 1         | 1         | 0           | 0          | 23       | 2     | 2           | 1          |
| Michael Schultz      | 14       | 3       | 5           | 0          | 2         | 0         | 0           | 0          | 16       | 3     | 5           | 0          |
| Michael Seaton       | 13       | 0       | 0           | 0          | 1         | 0         | 1           | 0          | 14       | 0     | 1           | 0          |
| Luca Stellwagen      | 13       | 0       | 1           | 0          | 2         | 0         | 0           | 0          | 15       | 0     | 1           | 0          |
| Timmy Thiele         | 35       | 9       | 7           | 1 GR       | 0         | 0         | 0           | 0          | 35       | 9     | 7           | 1          |
| Enes Tubluk          | 6        | 0       | 0           | 0          | 0         | 0         | 0           | 0          | 6        | 0     | 0           | 0          |
| Dario de Vita        | 1        | 0       | 1           | 0          | 0         | 0         | 0           | 0          | 1        | 0     | 1           | 0          |
| André Weis           | 2        | 0       | 0           | 0          | 0         | 0         | 0           | 0          | 2        | 0     | 0           | 0          |
| Paul Weist           | 0        | 0       | 0           | 0          | 0         | 0         | 0           | 0          | 0        | 0     | 0           | 0          |
| Mike Wunderlich      | 32       | 11      | 8           | 0          | 2         | 1         | 0           | 0          | 34       | 12    | 8           | 0          |

### Zuschauerzahlen in der 3. Liga
| Stadion                   | Kapazität | Zuschauer | pro Spiel | Aus- lastung | absolvierte Heimspiele | Geister- spiele | Trikotsponsor | Ärmelsponsor    | Ausstatter |
| ------------------------- | --------- | --------- | --------- | ------------ | ---------------------- | --------------- | ------------- | --------------- | ---------- |
| Sportpark Höhenberg       | 10.001    | 01.323    | 0070      | 00,7 %       | 19                     | 17              | ETL           | Wintec Autoglas | Puma       |
| Stand: Saisonende 2020/21 |           |           |           |              |                        |                 |               |                 |            |